# King & Balloon
King & Balloon (キング & バルーン?, Kingu & Barūn) è un videogioco arcade di tipo sparatutto a schermata fissa presentato da Namco nel 1980. Il gioco girava sull'hardware Namco Galaxian ma aveva un processore Zilog Z80 aggiuntivo per gestire il DAC dedicato alla generazione del parlato del gioco. King & Balloon è infatti uno dei primi arcade che abbinava al normale sonoro anche delle brevi parole: esso diceva "HELP!" quando il re veniva catturato, "Thank you" quando veniva salvato e "BYE BYE!" quando veniva portato via. Inoltre i palloncini producevano lo stesso ronzio delle astronavi di Galaxian ed i colpi sparati dal personaggio avevano lo stesso rumore di quelli dell'astronave del giocatore in Galaxian, quest'ultimo presentato l'anno precedente.
Il gioco fu distribuito negli Stati Uniti d'America da GamePlan. Questa versione aveva una voce molto più "inglese": nella versione giapponese il re parlava con un accento tipicamente giapponese, dicendo "herupu" ("help") e "sankyuu" ("thank you").
Il gioco è stato in seguito inserito nella raccolta Namco Museum Encore (disponibile solo sul mercato giapponese) per PlayStation e poi nella raccolta Namco Museum Battle Collection per PlayStation Portable, in cui il giocatore può sentire la voce del re solo dopo aver sbloccato le impostazioni "maniaco", e nel videogioco Namco Museum Virtual Arcade per Xbox 360. Il protagonista del gioco fa inoltre un cameo nella versione 3DS di Super Smash Bros. per Nintendo 3DS e Wii U.

## Modalità di gioco
Il giocatore controlla 2 omini verdi (una specie di guardia personale del re) dotati di un cannone arancione che sparano alle squadriglie di palloncini che scendono dall'alto. Il compito del giocatore è quello di proteggere il re ed evitare che sia rapito e portato via da uno dei palloncini. A differenza di altri sparatutto, il cannone del giocatore può essere colpito e distrutto un numero indefinito di volte: è infatti il re che deve essere protetto. Il gioco termina quando il re è rapito 3 o 4 volte, a seconda se il giocatore ha vinto o meno una vita.
Il gioco prosegue solo per 48 livelli. Se il giocatore completa quest'ultimo, il gioco continua all'infinito dicendo di essere sempre al livello 48. Il selettore di livelli nel gioco presente nel "Namco Museum Battle Collection" permette di scegliere anche un livello maggiore del 48 ma, se il giocatore effettua tale scelta, il gioco torna alla modalità dimostrativa ma si sente la musica andare ed il pulsante START risulta attivo.